# Ardisia pubivenula
Ardisia pubivenula är en viveväxtart som beskrevs av Egbert Hamilton Walker. Ardisia pubivenula ingår i släktet Ardisia och familjen viveväxter. Inga underarter finns listade i Catalogue of Life.